# Amphithalamus
Amphithalamus is een geslacht van weekdieren uit de klasse van de Gastropoda (slakken).

## Soorten
- Amphithalamus albus Rolán, 1991
- Amphithalamus alphesboei Melvill, 1912
- Amphithalamus elspethae Melvill, 1910
- Amphithalamus erosus (Odhner, 1924)
- Amphithalamus falsestea (Ponder, 1968)
- Amphithalamus fulcira (Laseron, 1956)
- Amphithalamus glabrus Simone, 1996
- Amphithalamus incidatus (Frauenfeld, 1867)
- Amphithalamus inclusus Carpenter, 1864
- Amphithalamus jacksoni (Brazier, 1895)
- Amphithalamus latisulcus (Ponder, 1968)
- Amphithalamus liratus Thiele, 1930
- Amphithalamus neglectus (Turton, 1932)
- Amphithalamus niger Rolán, 1991
- Amphithalamus obesus H. Adams, 1866
- Amphithalamus ornatus (Powell, 1927)
- Amphithalamus pyramis (Laseron, 1950)
- Amphithalamus rauli Rolán, 1991
- Amphithalamus semen (Odhner, 1924)
- Amphithalamus semiornatus (Laws, 1948) †
- Amphithalamus sundayensis W. R. B. Oliver, 1915
- Amphithalamus triangulus May, 1915
- Amphithalamus vallei Aguayo & Jaume, 1947
- Amphithalamus waitemata (Laws, 1950) †